# Combinación (ajedrez)
En ajedrez, una combinación es una secuencia relativamente larga de movimientos, a menudo iniciada con un sacrificio, que deja al oponente pocas opciones y un resultado prácticamente ganador. En muchos momentos de una partida de ajedrez, cada jugador tiene varias opciones razonables para elegir, lo que hace difícil seguir un plan excepto en términos estratégicos. Las combinaciones, en contra de la norma son suficientemente forzadas como para que se pueda calcular exactamente cuánta ventaja se conseguirá contra cualquier defensa. Normalmente es necesario analizar varios movimientos detalladamente antes de lanzar una combinación o si no el sacrificio inicial no se recuperaría.
Una combinación normalmente se construye a partir de más tácticas de ajedrez fundamentales como el tenedor, clavadas, pinchos, descubiertas, etc. Así, una combinación debe tener al menos tres movimientos de duración. Cuanto más tiempo se tarde en recuperar el sacrificio inicial, más impresionante será la combinación. La siguiente posición comienza una combinación que ilustra varios tenedores y pinchos.
|       |       |       |       |       |       |       |       |    |  |
|       | a8 rd | b8    | c8 bd | d8    | e8    | f8 rd | g8    | h8 |  |
| a7 pd | b7    | c7    | d7 pd | e7    | f7    | g7 kd | h7 pd |    |  |
| a6    | b6 pd | c6 nd | d6    | e6 pd | f6    | g6    | h6    |    |  |
| a5    | b5    | c5    | d5    | e5    | f5    | g5    | h5    |    |  |
| a4    | b4 pl | c4 pl | d4    | e4    | f4    | g4    | h4    |    |  |
| a3 pl | b3    | c3    | d3    | e3 kl | f3    | g3    | h3    |    |  |
| a2    | b2    | c2 ql | d2    | e2    | f2    | g2    | h2 pl |    |  |
| a1 rl | b1    | c1    | d1    | e1    | f1 bl | g1    | h1    |    |  |
|       |       |       |       |       |       |       |       |    |  |

El negro juega 1... Tf3+!. El blanco no puede tomar la torre con 2.Rxf3 por el tenedor 2...Cd4+, que ganaría la dama blanca. Retrocediendo con 2.Re2 se incurriría en el mismo tenedor. El movimiento 2.Rd2 parece más prometedor, pero después de 2...Tf2+ (haciendo un pincho al rey y a la dama blanca) 3.Ae2 Txe2+ 4.Rxe2 Cd4+ la dama blanca está perdida.  Entonces, el blanco está forzado a jugar 2.Re4.
Después de 2...d5+!, el Blanco abandonó.  El blanco no puede tomar la torre negra sin perder la dama, pero la alternativa 3.cxd5 exd5+ 4.Rxd5 Ae6+ no llevaría al blanco a una buena defensa. Si se toma el alfil con 5.Rxe6 se permite la antigua amenaza de 5...Cd4+, mientras que tomar el caballo con 5.Rxc6 permite el pincho 5...Tc8+ seguido de 6...Txc2. Retrocediendo con 5.Re4 permite hacer un pincho al alfil negro con 5...Af5+, así que la única opción es: 5.Rd6.
Después de 5.Rd6, el negro habría jugado 5... Td8+.  El blanco no podría tomar ni el alfil ni el caballo por las mismas razones que antes (después de 6.Rxe6 Cd4+ 7. Re7, el negro tiene una torre más con 7... Cxc2 8.Rxd8 Cxa1), que deja un único movimiento legal, 6.Rc7, pero entonces 6...Rf7+ fuerza absolutamente al rey blanco a tomar el caballo negro, permitiendo el pincho 7...Tc8+ seguido de 8...Txc2.